# Джанин Линдемълдър
Джанин Мари Линдемълдър (на английски: Janine Lindemulder) е американска порнографска актриса, родена на 14 ноември 1968 г. в град Ла Мирада, щата Калифорния, САЩ.
Линдемълдър е братовчедка с порноактрисата Кели Мадисън.
Била е омъжена за Джеси Джеймс, от когото има дъщеря – Съни.
През 2009 г. Линдемълдър е осъдена и влиза в затвора за неплатени данъци. Същата година настоящата съпруга на Джеси Джеймс – актрисата Сандра Бълок, завежда съдебно дело срещу порноактрисата за попечителство върху детето от брака на Джанин и Джеси. Бълок се грижи за 5-годишната Съни от началото на 2009 г., след като Линдемълдър попада в затвора. След освобождаването ѝ от затвора, Джанин иска да прибере детето при себе си, но Сандра Бълок твърди, че порноактрисата взема наркотици и не би могла да се грижи адекватно за детето си.

## Награди и номинации
Зали на славата
- 2002: AVN зала на славата.
- 2007: XRCO зала на славата.[4]

Носителка на награди
- 1994: XRCO награда за най-добра сцена момиче/момиче – „Скрити мании“ (с Джулия Ан).[5]
- 2006: AVN награда за най-добра актриса (видео) – „Пирати“.[6]
- 2006: AVN награда за най-добра секс сцена само с момичета (видео) – „Пирати“ (с Джеси Джейн).[6]
- 2007: XRCO награда за MILF на годината.[4]

Номинации
- 2008: Номинация за AVN награда за най-добра поддържаща актриса (видео) – „Джанин обича Джена“.[7]